# Anauchidas z Élidy
Anauchidas (starořecky Ἀναυχίδας) byl ve starověkém Řecku dvojnásobný olympijský vítěz v zápasení.
Anauchidas, syn Filya ze Starověké Élidy, dosáhl na hrách v Olympii dvě vítězství v zápasení. První olympijský věnec získal ještě jako dorostenec a později si v této disciplíně vybojoval vítězství i mezi muži. Data těchto her jsou neznámé. Zápas (palé) se podobal našemu „řecko-římskému“ zápasu; aby soutěžící dosáhl vítězství, musel soupeře třikrát povalit na zem tak, že se jí dotkl kolenem, nebo jej přimět, aby se vzdal. Soupeři se od prvního až do posledního kola určovali losem a zápasilo se vylučovacím systémem.
Starověký řecký cestovatel a spisovatel Pausanias zaznamenal, že sochu Anauchida viděl v posvátném okrsku olympijské Altidy. Autora jeho sochy a kdy se olympijských her zúčastnil, nezjistil.